# 久家英和
久家 英和（くが ひでかず、1982年7月18日 - ）は、福岡県糸島市出身の映像作家。
株式会社super.B 代表取締役。RiGBAT映像ディレクター。ルアーブランドELEMENTS代表。元プロBMXライダー。

## 人物
福岡県糸島市で生まれ、中学3年でBMXと出会い20歳でフランス・パリに移住、世界大会に出場など好成績を収め帰国。BMXライダー引退後、桑沢デザイン研究所にてプロダクトデザインを学ぶ。同デザイン研究所プロダクトデザイン専攻科を卒業。
卒業後に起業し建築CGを請負いながら、TVドラマ・映画のカメラマンである弟の影響を受け映像の仕事を始める。
珈琲好き。バスフィッシングが趣味で、ルアーブランドELEMENTSを創業。2012年に結婚。二児の父。

## 略歴
- 1998年〜BMXを始める。
- 2000年、福岡第一高等学校工業デザイン学科を卒業。
- 2003年〜単身フランスへ、ヨーロッパを中心にBMXの世界大会を転戦｡
- 2006年〜拠点を東京に移し、全国でBMXパフォー マンスやイベント･TV番組に参加･出演。
- 2008年10月、プロBMXライダー引退。
- 2009年4月、桑沢デザイン研究所プロダクトデザイン専攻に入学。
- 2009年10月、NYで開催されたインテリアデザイナー内田繁氏の個展に設営スタッフとして同行。
- 2011年2月、桑沢デザイン研究所史上初となる学外卒業制作個展を開催。インスタレーション作品「CROSS OVER ~越えた先に見えるもの~ 」を発表。
- 2011年3月、桑沢デザイン研究所 プロダクトデザイン専攻を修了。
- 2011年11月、株式会社super.Bを設立。
- 2015年、総合ビジュアライゼーション制作ブランド「RiGBAT[1]」を創業。
- 2016年、ルアーブランド「ELEMENTS[2]」を創業。
- 2017年、自身がデザインしたルアーDavinci190[3]がグッドデザイン2017を受賞。

## BMXライダー時代
DIG-ITに所属。アメリカのBMXブランド「QUAMEN Bikes」のライダーとして活躍。

Eastpakの契約スポンサー選手として活動。大会出場以外にBMXスクールなど開催。

### 成績
- 2003年
  - NINJA JAM（フランス）　　　　　　　　7位
  - KING OF PACA（フランス）　　　　　　 6位
  - NASS（イギリス）　　　　　　　　　  　8位
  - URBAN GAME（イギリス）　　　　     　9位
  - イエローフィーバーJAM（石川）　　　　準優勝
- 2004年
  - Suzuki BMX Worlds（ドイツ）　　　　　39位
  - TWENTY JAM（フランス）　　　　      　準優勝
  - 横浜X-5 TUFF ONE（神奈川）　　　　　 招待出場
- 2005年
  - 加世田市BMX CONTEST（鹿児島）　　　準優勝
  - ONE CUP（熊本）　　　　　　　　　   　3位
  - 全日本KING OF GROUND（東京）  　　　3位
- 2006年
  - 加世田市BMX CONTEST（鹿児島）　　　4位
  - スペースアークリーグ（神戸）	       　   3位
  - Moto Ground Force （シンガポール）	 　17位
  - Suzuki BMX Masters2006（ドイツ）	　34位
  - 全日本KING OF GROUND（大阪）　　　 10位
  - 全日本KING OF GROUND（東京）	　10位
  - adidas Berlin City Games（ドイツ）　    14位
  - adidas Flatground06（オランダ）	　11位
- 2007年
  - 全日本KING OF GROUND（東京）　　　 22位
  - HIME☆JAM 2007（東京）	 　　　　　 優勝
  - 世界選手権VooDooJam 2007（アメリカ）17位
  - 全日本KING OF GROUND（福島）　	 　18位
  - 全日本KING OF GROUND（東京）	 　18位
  - 全日本KING OF GROUND'07　全日本ランキング	　15位
  - BMX Flatland world circuit'07　世界ランキング	　18位
- 2008年
  - Carhartt Circle Cow 9（フランス）	   7位
  - 湘南バイシクル・フェス08（神奈川）	   14位
  - 全日本KING OF GROUND（横浜）        　29位
  - 世界選手権VooDooJam（アメリカ）	　13位
  - 世界選手権 BMX MASTERS（ドイツ）	　16位
  - 全日本KING OF GROUND（石川）	 　　　23位
  - 平塚ビーチパークJAM（神奈川）	　　  　4位
  - 全日本KING OF GROUND（東京）	 　35位
  - 全日本KING OF GROUND'08　全日本ランキング	 　23位
  - BMX Flatland world circuit'08　世界ランキング	 　11位

### 出演・メディア

#### TV
- 2006年1月	FBS福岡放送 めんたいワイド
- 2006年3月	KBC九州朝日放送 アサデス
- 2006年6月	NHK日本放送 福岡いちばん星
- 2006年6月	FBS福岡放送 めんたいワイド
- 2006年6月	FBS 福岡放送 朝ドキッ！九州
- 2006年6月	TNC テレビ西日本放送 スーパーニュース
- 2006年12月　日本テレビ放送 ズームイン！SUPER
- 2009年1月　テレビ朝日 特番｢朝までたけし的ショー｣

#### 掲載誌
- 2007年　月刊メンズストリート
- 2008年　BMX MAGAZIN BMX PLUS! （アメリカ）インタビュー掲載
- 2008年　｢バイシクルクラブ｣6月号BMX HOW TO連載

#### 出演イベント
- 2007年5月　｢X-5 in GUAM'07｣ Extreme BMX Show（アメリカ）
- 2007年7月	久家 英和 トーク＆ライディングSHOW（福岡）
- 2007年8月	伊豆夏のサイクルカーニバル2007BMX Show（静岡）
- 2007年11月	伊豆秋のサイクルカーニバル2007BMX Show（静岡）
- 2008年4月　アミュプラザ鹿児島　久家 英和 BMX Show（鹿児島）

#### 式典
- 2006年6月	福岡県糸島市・松本市長に表敬訪問

## super.B設立
2011年11月11日に株式会社super.Bを設立。建築CGパースをメインに3DCG制作を請け負う。

### RiGBAT創業
2015年6月、総合的なビジュアライゼーション制作を行うブランド「RiGBAT」を創業。

RiGBATの由来は、「RGBA(光りの三原色＋透明)」「Time(時間)」「information(情報)」を組み合わせた造語。

映像制作を中心に3DCG制作などを請け負う。

### ELEMENTS創業
2016年「BYND」としてルアーブランドを創業。

2017年「ELEMENTS」にブランド名を変更し、第一弾ルアー「Davinci190」を発表。

2017年「Davinci190」がグッドデザイン2017を受賞。